# Koningshooikt
Koningshooikt is een dorp in de Belgische provincie Antwerpen en een deelgemeente van Lier. Koningshooikt was een zelfstandige gemeente tot aan de gemeentelijke herindeling van 1977.

## Toponymie
De naam wordt vaak als Koningshooit (zonder k) uitgesproken. In het dialect gebruikt men veelal de afkorting Jut of voluit Koningsjut waarbij men de J net zoals een H een beetje moet aanblazen.

## Geschiedenis
Koningshooikt als zelfstandige gemeente (1821-1977) ontstond bij het Koninklijk Besluit van Koning Willem van 11 januari 1821 toen de gehuchten Hoyckt en Hazendonk werden afgescheiden van Berlaar, en met de gemeente Koningsbosschen samengevoegd tot de gemeente “Konings-Hoyckt”, ressorterend onder het vredegerecht van Duffel. Ook kleine gedeelten van Onze-Lieve-Vrouw-Waver en Duffel werden bij de nieuwe gemeente gevoegd. Later dat jaar werd nog het gehucht Mijl van Lier bij Koningshooikt gevoegd. De fusie kwam er vooral op aandringen van Hooikt, maar zeer tegen de zin van Lier en Berlaar. Ook de gemeenteraad van Koningsbossen was aanvankelijk tegen.:p. 194-195 Sommige bronnen verklaren de drang naar zelfstandigheid van de nieuwe gemeente vanuit de behoefte te kunnen genieten van de Tafel van de Heilige Geest, de toenmalige armenzorg.:p. 207-208 De huidige dorpskern is de vroegere dorpskern van het voormalig Berlaarse gehucht Hooikt.
Konings, ook wel Konings(boss(ch)en)  of 's-Herenbos genoemd, bestond uit vijf losse groepjes huizen. Het was oorspronkelijk een jachtdomein dat in 1789 een zelfstandige gemeente werd, ofschoon het geen kerk en geen gemeentehuis bezat.
Hooikt werd al in 1787 vermeld als een van de belangrijkste van de vijf gehuchten van Berlaar. Het gehucht telde in 1784 1221 inwoners; in 1787 nog 974.:p. 198 Voor het ontstaan van de naam “Hooikt” worden verschillende verklaringen gegeven (onder meer “Ooi”, schaap; “Oyck”, eik); van de schrijfwijze van het gehucht bestaan in de bronnen minstens 10 varianten zoals Hoyc(k)(t); de laatste en meest officiële was Hoickt.:p. 203
Aangezien in de omgeving veel verdedigingswerken waren gelegen, welke omstreeks 1908 werden gebouwd, liep de gemeente veel schade op tijdens de Eerste Wereldoorlog. In 1939 begon men met de aanleg van de KW-stelling, een tankversperring die van Antwerpen via Waver naar Namen liep.
Koningshooikt met postcode 2578 werd in 1977 een deelgemeente van Lier (2500) en wijzigde eveneens naar dezelfde postcode. De fusie was niet naar de zin van een deel van de bevolking.

## Geografie

### Hydrografie
De Itterbeek is een kleine beek die uitmondt in de Nete ter hoogte van Duffel. Deze zorgde in 1998, 2014 en 2021 voor overstromingen.

## Wijken
Nieuwe wijk aan café 't Lammeke, Koningsbos en Fruithoflaan.

## Bezienswaardigheden
- Het Fort van Koningshooikt
- De Schans van Tallaart
- De Sint-Jan-Evangelistkerk aan het Koningsplein
- Het Tallaarthof
- De Jutse Plassen

## Natuur en landschap
Koningshooikt ligt in de Kempen op een hoogte van ongeveer 10 meter.

## Demografische ontwikkeling
- Bronnen:NIS, Opm:1806 tot en met 1970=volkstellingen; 1976 = inwoneraantal op 31 december

## Cultuur

### Evenementen
- Varkens Jut - De bijnaam die afkomstig is van de jaarlijkse verkoop van varkenskoppen voor de kerk ter ere van St. Antonius.
- Jaarmarkt - Er vindt jaarlijks een jaarmarkt plaats op het Koningsplein en in omliggende straten.

## Economie
Het dorp is vooral bekend als locatie van de autobusconstructeur Van Hool.

## Sport
Voetbalclub KV Hooikt is aangesloten bij de KBVB en actief in de provinciale reeksen.
Ook is er een schietclub "Castor & Pollux" aanwezig.(Boog, Staande Wip)

## Nabijgelegen kernen
Mijlstraat, Lier, Berlaar, Onze-Lieve-Vrouw-Waver, Putte